# Chaialum
Chaialum (łac. Diœcesis Chaialensis) – katolicka diecezja tytularna utworzona w 1977 i przeznaczona dla hierarchów obrządków sylomalabarskiego oraz syromalankarskiego.

## Biskupi tytularni
| Lp. | Biskup                      | Od               | Do               |
| --- | --------------------------- | ---------------- | ---------------- |
| 1   | Paulos Ayyamkulangara       | 11 lutego 1977   | 3 listopada 1988 |
| 2   | Baselios Cleemis Thottunkal | 18 czerwca 2001  | 11 września 2003 |
| 3   | Gheevarghese Kurisummottil  | 29 sierpnia 2020 |                  |